# Trilacuna simianshan
Espèce
Trilacuna simianshan est une espèce d'araignées aranéomorphes de la famille des Oonopidae.

## Distribution
Cette espèce est endémique de Chongqing en Chine,. Elle se rencontre dans le district de Jiangjin.

## Description
Le mâle holotype mesure 2,21 mm et la femelle paratype 2,28 mm.

## Systématique et taxinomie
Cette espèce a été décrite par Tong et Li en 2018.

## Étymologie
Son nom d'espèce lui a été donné en référence au lieu de sa découverte, la réserve naturelle du Simianshan.

## Publication originale
- Tong, Guan & Li, 2018 : « Two new species of the genus Trilacuna from Chongqing, China (Araneae, Oonopidae). ZooKeys, vol. 771, p. 41-56 (texte intégral).